# Bob Anderson (spadaccino)
Robert James Gilbert Anderson (Gosport, 15 settembre 1922 – West Sussex, 1º gennaio 2012) è stato un attore e schermidore britannico.

## Da schermidore
Come schermidore ha rappresentato la Gran Bretagna ai Giochi olimpici nel 1948 e 1952 nella sciabola, e ai campionati mondiali nel 1950 e 1953. Ha finito la sua carriera arrivando quinto ai Giochi della XV Olimpiade nel 1952. Dopo il suo ritiro, Anderson è emigrato in Canada, dove è diventato direttore tecnico del Canadian Fencing Association ("associazione canadese di scherma") e successivamente, negli anni sessanta e settanta, è stato il presidente della British Academy of Fencing ("accademia britannica di scherma").

## Carriera cinematografica
La carriera cinematografica di Anderson iniziò nel 1953 partecipando al film Il principe di Scozia, dove allenò personalmente Errol Flynn. Durante le prove per sbaglio tagliò Flynn sulla coscia e per questo venne soprannominato "the man who stabbed Errol Flynn". Successivamente ha lavorato come stuntman e allenatore di scherma in altri film come I cannoni di Navarone, in due film di James Bond, A 007, dalla Russia con amore e James Bond 007 - Casino Royale e nel film di Stanley Kubrick Barry Lyndon.
Anderson è famoso per aver interpretato fisicamente Dart Fener come controfigura di David Prowse nei film di Guerre stellari: L'Impero colpisce ancora e Il ritorno dello Jedi. Era una delle sette persone ad affermare di aver partecipato al ruolo del personaggio nei film. Ad Anderson non venne riconosciuta fama, inizialmente, per il suo ruolo nei film di Guerre stellari negli anni susseguenti la produzione, parzialmente a causa del fatto che David Prowse venne onorato molto per il ruolo interpretato e che George Lucas aveva preferito lasciare Prowse come unico attore accreditato del ruolo. In una intervista del 1983, Mark Hamill ha omaggiato il contributo di Anderson dicendo: "Bob Anderson è stato l'uomo che ha svolto il combattimento di Fener. Doveva essere un segreto, ma alla fine ho detto a George che questo non era più giusto. Bob ha lavorato duramente, al punto che è ora che riceva un po' di riconoscimento. È ridicolo preservare il mito che vede tutto il lavoro svolto da un solo uomo."
Anderson è probabilmente il più famoso dei coreografi spadaccini di Hollywood. Oltre alla serie di Guerre stellari, Anderson è apparso in altri film:
- La trilogia de Il Signore degli Anelli
- Il principe di Scozia
- La storia fantastica
- I tre moschettieri
- La maschera di Zorro
- The Legend of Zorro
- La morte può attendere
- Il destino di un guerriero
- La maledizione della prima luna

Prima della sua morte, Anderson stava lavorando alla trilogia de Lo Hobbit.